# Goran Stanković (književnik)
Goran Stanković (Niš, 1958) srpski je pisac. Piše poeziju, eseje, prozu i bavi se uredničkim i priređivačkim radom. Živi i radi u Nišu.

## Biografija
Rođen 30. 5. 1958. Završio gimnaziju i Pravni fakultet u Nišu.
Do 1989. bio je urednik i glavni urednik u Studentskom kulturnom centru. Od 1989. do 1999. godine radio kao glavni i odgovorni urednik književnog časopisa „Gradina“ i urednik izdanja u istoimenoj izdavačkoj kući. Kao glavni i odgovorni urednik potpisao je sedamdesetak svezaka časopisa „Gradina", a kao urednik u istoimenoj kući stotinjak knjiga poezije, proze i knjiga iz stručno-naučnih oblasti. Bio je član redakcije četvorotomne „Enciklopedije Niša“. Član je redakcije "Sabranih dela Branka Miljkovića".
Od 1999. do 2002. godine bio je direktor Niškog kulturnog centra. Od 2002. godine urednik i glavni urednik u istoj ustanovi kulture.
Od 2004. do 2009. bio je stalni kolumnista subotnjeg dodatka dnevnog lista „Politika“ (subotnji dodatak „Kultura, umetnost, nauka“, rubrika „Digitalni svet“), a u periodu 2011-2012. „Politikinog“ dodatka „NIT“ za Internet i digitalnu kulturu. Kao saradnik napisao je odrednice o Internetu i digitalnoj kulturi za „Enciklopediju srpskog naroda“ (izdanje „Zavoda za udžbenike“, 2008. godine). Stalni je saradnik naučnog internet-časopisa „Galaksija Nova“.
Sa Stevanom Bošnjakom i Zoranom Pešićem Sigmom osnovao je 1982. godine književno-umetničko-društveni pokret  Fizizam. Sabrani tekstovi, projekti i dokumenti Fizizma objavljeni su u knjizi „Fizička knjiga / 25 godina fizizma“ (priređivač Miljurko Vukadinović, izdavač „Zograf“, Niš, 2007).
Član je Srpskog PEN centra i Srpskog književnog društva

## Objavljene knjige

### Knjige pesama
- Lik i pozadina ("Književna omladina Srbije", Beograd, 1984)
- Kvantna mehanika ("Gradina", Niš, 1987)
- Cyberpunk ("Krovovi", Sremski Karlovci, 1991)
- Prethodna knjiga ("Prosveta", Beograd, 1996)
- Terra incognita ("Prosveta", Beograd, 1997)
- Četiri doba ("Prosveta", Beograd, 1999)
- Litanije („Povelja“, Kraljevo, 2008)
- Biće skoro propast sveta (izabrana poezija, „Kulturni centar Novog Sada“, 2012)
- Lik stvari koje dolaze („Povelja“, Kraljevo, 2016)

### Knjige proze
- Hronike o Hloygeu (koautor, samizdat, Niš, 1991)
- Terra marginalis (koautor, "Stubovi kulture", Beograd, 1997)

### Roman
- 'U traganju za zlatnom lipom ("Stubovi kulture", Beograd, 2000)

### Prevedene knjige
- Cyberpunk ("La Vallisa", Bari, Italija, 1991)

### Dramatizacije
- Trnova ružica, premijerno izvedena u Pozorištu lutaka Niš, 1993. godine.
- Ženidba Cara Dušana, otkupljena 1994. godine

### Priređivanje
- Ostrvologija (kulturologija pustih ostrva), „Polja“, Novi Sad, god. LIV, broj 456, 2009.
- Puste utopije (kulturologija napuštenih i nedostupnih prostora), „Unus Mundus“, Niš, br. 37/2010.
- Apokalipsa[4] – teorija, praksa i estetika propasti sveta, zbornik tekstova, „Službeni glasnik“, 2013.
- Realne utopije - lične utopije, mikronacije i druge stvarnosti koje vraćaju osmeh na lice, „Gradina“, 62-63/2014.

### Nagrade i priznanja
- Prosvetina nagrada za knjigu "Terra incognita" (1997)
- Nagrada Branko Miljković za knjigu "Četiri doba" (2000)
- Nagrada Pečat varoši Sremskokarlovačke[5] za knjigu „Četiri doba“ (2000)
- Nagrada 50. Niškog sajma knjiga i grafike Presad mudrosti za najbolje pojedinačno izdanje „Službenom glasniku“ kao izdavaču, za zbornik radova „Apokalipsa – teorija, praksa i estetika propasti sveta“ (2013)

## Literatura o piscu
Cyberpunk
- Zoran M.Mandić, ”O zapadnjačkom snu”, ”Dnevnik”, Novi Sad, 12.11.1992.

Prethodna knjiga
- Zoran M. Mandić, “Vesti sa granice”, “Dnevnik”, Novi Sad, 11.06.1997.
- Nikola Todorović, “Tako nastaje svet”, “Književna reč”, Beograd, br.494/495, avgust 1997.
- Draginja Urošević, “Knjiga nove osećajnosti”, “Borba”, Beograd, 27.2.1997.

- Draginja Urošević, ”U tesnim vremenima”, “Borba”, Beograd, 22.01.1998.
- Milutin Lujo Danojlić, “Planeta koja lebdi”, “Dnevni telegraf”, Beograd, 5.3.1998.
- Milutin Đuričković, “Osećanje sveta”, “Jedinstvo”, Priština, 5.6.1998.
- Alen Bešlić, “Altum silentium”, “Reč”, Beograd, br. 47/48, jul-avgust 1998.
- Goran Trailović, “Svetlost u interzoni”, “Sveske”, Pančevo, br.39/40, mart 1998.
- Saša Radojčić, “Novo doba, nove pesme”, “Letopis matice srpske”, Novi Sad, maj 1998, knj.461, sv.5
- Aleksandar Konstadinović, “Obožena citatnost”, ”Književnost”, Beograd, br.11/12, 1998.
- Nebojša Milenković, „San o svet(l)osti“, „Luča“, Subotica, god. VII, 11-12

- Slobodan Vladušić, “Marginalac ili marginalista?”, “Reč”, Beograd, br.46, jun 1998.

Četiri doba
- Slađana Ilić, “Čovek labudove pesme”, “Sveske”, Pančevo, br.54-55, septembar 2000.
- Đorđe Kuburić, “Književne novine”, Beograd, br.1023/1024, 01-15.12.2000.
- Draginja Urošević, ”Poezija kao mišljenje”, ”Dnevnik”, Novi Sad, 9.2.2000.

Litanije
- Aleksandar B. Laković, „Pesme o smirenju pred odlazak“, „Gradina“, Niš, br.27/2008.
- Nikola Živanović, „Opšti sudovi i lični doživljaji“, „Letopis matice srpske“, Novi Sad, maj 2009, knj.483, sv.5
- Mihajlo Pantić, „Niška scena“, „NIN“, 27.08.2009.

Biće skoro propast sveta
- Dragan Tasić, „Pesnikovo viđenje sveta“, „Književni list“, Beograd, br.4/109, mart-april 2013.
- Vasa Pavković, “Biće skoro propast sveta“, „Blic“ / „dodatak „Knjiga“, Beograd, broj 229, 14.4.2013.
- Zoran Radosavljević, „Propast sveta“, „Politika“, Beograd. стр. 12, 5.2.2013.
- Aleksandar B. Laković, „Meditativna doslednost u iskazu i sadržaju“, „Koraci“, Kragujevac, br. 4-6/2013.

Lik stvari koje dolaze
- Aleksandar B. Laković, "O nama danas, ovde, bez sutra", "Srpski književni list", Beograd, br.17/122/2016.
- Tihomir Petrović, “Moderna poetska reč”, u: “Ogledi i kritike”, Gradska biblioteka “Karlo Bijelicki”, Sombor, . 2018. ISBN 978-86-80878-22-5. Недостаје или је празан параметар |title= (помоћ)

## Spoljašnje veze
- Letopis Matice srpske
- Časopis "Polja"